# Brandon Vera
Brandon Michael Vera (Norfolk, Virginia; 10 de octubre de 1977) es un artista marcial mixto estadounidense que actualmente compite en la categoría de peso pesado. Fue campeón de los pesos pesados de ONE Championship.

## Primeros años
Vera es hijo de un padre filipino, Ernesto y su madrastra, Amelia. Su madre biológica es italo-americana y no participó en la mayor parte de su educación. Creció en una familia con tres hermanos y una hermana. También tiene otros dos hermanos y otra hermana fuera de la familia en la que se planteó y que estaban involucrados en ocasiones en su vida. Nació y creció en Norfolk, Virginia, y asistió a la escuela del lago Taylor High donde destacó en la lucha libre y se ganó una beca deportiva de cuatro años para la Universidad de Old Dominion. Sin embargo, él se retiró de Old Dominion después de un año y medio cuando sintió que la universidad no era para él, y él mismo se alistó en la Fuerza Aérea de Estados Unidos.
En la Fuerza Aérea, Vera se unió al equipo de la fuerza de lucha libre y se formó en el Centro de Entrenamiento Olímpico de EE. UU. en Colorado Springs. Su carrera como luchador militar se vio interrumpida en 1999, cuando se rompió los ligamentos en su codo derecho. Tuvo que hacerse cirugía artroscópica para reparar los ligamentos, pero no tenía daño en los nervios de la experiencia, lo que le hace ser incapaz de usar su brazo derecho. Fue liberado de la Fuerza Aérea en el alta médica.

## Carrera en artes marciales mixtas
La primera pelea profesional de Vera fue el 6 de julio de 2002, mientras entrenaba bajo las órdenes de Floyd Mayweather. Vera ganó la pelea contra Adán Rivera por nocaut técnico en la primera ronda. En 2005, Vera participó ene un torneo mundial de peso pesado de World Extreme Cagefighting en 2005, donde ganó dos peleas en una noche, incluyendo una pelea contra Mike Whitehead de The Ultimate Fighter 2 en la final.
Vera se mudó a San Diego, California, el 31 de diciembre de 2003, para aceptar un puesto de formación de Boxeo en San Diego. En la ciudad de Boxeo, Vera destacó como entrenador y fue tomado bajo el ala de la ciudad de Boxeo del propietario Mark Dion, quien se convirtió en su mánager y le presentó al gran peleador de kickboxing Rob Kaman. Con el éxito de Vera como un entrenador y un luchador de artes marciales mixtas, Dion dio a Vera propiedad parcial de la ciudad de Boxeo.

### ONE Fighting Championship
El 13 de julio de 2014, se confirmó que Vera había firmado con la promoción ONE FC. Hizo su debut fue el 5 de diciembre de 2014 contra Igor Subora en ONE FC: Warrior's Way. Vera ganó la pelea por nocaut técnico en la primera ronda.
El 11 de diciembre de 2015, Vera se enfrentó a Paul Cheng en ONE Championship: Spirit of Champions. Vera ganó la pelea por nocaut en la primera ronda, convirtiendo así en el primer campeón de peso pesado.

## Vida personal
La esposa de Vera, Kerry, es también una peleadora de artes marciales mixtas que lucho para la empresa Strikeforce ahora extinta. Ella apareció en la segunda temporada de Fight Girls Oxygen. Vera tiene un tatuaje en la espalda, firmado en un sistema de escritura filipino llamado Baybayin. Hacia la derecha, se lee mundo (tierra), hangin (viento), APOY (fuego) y Tubig (agua).
Durante su estancia en Filipinas, se entrenó con el actor filipino, Richard Gutiérrez, en las artes marciales y se le ha dado un papel como asesino para mostrar a la televisión filipina en horario estelar, Kamandag en la Red de GMA.
En la última parte de su preparación para UFC 89, Vera fue interrumpido por dos hombres a punta de pistola que intentaban robar la casa en que se alojaba. Vera dijo que el incidente no afectó a su rendimiento contra Keith Jardine.

## Campeonatos y logros
- ONE Championship
  - Campeón de Peso Pesado (Una vez; actual; el primero)

- World Extreme Cagefighting
  - GP 2005 de Peso Pesado (Campeón)

## Récord en artes marciales mixtas
| Resultado     | Récord   | Oponente            | Método                              | Evento                                  | Fecha                    | Ronda | Tiempo | Localización            | Notas |
| ------------- | -------- | ------------------- | ----------------------------------- | --------------------------------------- | ------------------------ | ----- | ------ | ----------------------- | --- |
| Victoria      | 16–7 (1) | Mauro Cerilli       | KO (golpe)                          | ONE Championship: Conquest of Champions | 23 de noviembre de 2018  | 1     | 1:04   | Manila                  | Defendió el Campeonato de Peso Pesado de ONE Championship.                                                           |
| Victoria      | 15–7 (1) | Hideki Sekine       | TKO (patada al cuerpo y golpes)     | ONE Championship: Age of Domination     | 2 de diciembre de 2016   | 1     | 3:11   | Manila                  | Defendió el Campeonato de Peso Pesado de ONE Championship.                                                           |
| Victoria      | 14–7 (1) | Paul Cheng          | KO (golpe y patada a la cabeza)     | ONE Championship: Spirit of Champions   | 11 de diciembre de 2015  | 1     | 0:26   | Manila                  | Ganó el Campeonato de Peso Pesado de ONE Championship.                                                               |
| Victoria      | 13–7 (1) | Igor Subora         | TKO (golpe y patadas de fútbol)     | ONE FC: Warrior's Way                   | 5 de diciembre de 2014   | 1     | 3:54   | Pásay                   | |
| Derrota       | 12–7 (1) | Ben Rothwell        | TKO (golpes)                        | UFC 164                                 | 31 de agosto de 2013     | 3     | 1:54   | Milwaukee, Wisconsin    | |
| Derrota       | 12–6 (1) | Maurício Rua        | TKO (golpes)                        | UFC on Fox: Shogun vs. Vera             | 4 de agosto de 2012      | 4     | 4:03   | Los Ángeles, California | |
| Victoria      | 12–5 (1) | Eliot Marshall      | Decisión (unánime)                  | UFC 137                                 | 29 de octubre de 2011    | 3     | 5:00   | Las Vegas, Nevada       | |
| Sin resultado | 11–5 (1) | Thiago Silva        | Sin resultado                       | UFC 125                                 | 1 de enero de 2011       | 3     | 5:00   | Las Vegas, Nevada       | Derrota por decisión unánime originalmente; resultado cambiado después de que Silva falsificara su muestra de orina. |
| Derrota       | 11–5     | Jon Jones           | TKO (codazos y golpes)              | UFC Live: Vera vs. Jones                | 21 de marzo de 2010      | 1     | 3:19   | Broomfield, Colorado    | |
| Derrota       | 11–4     | Randy Couture       | Decisión (unánime)                  | UFC 105                                 | 14 de noviembre de 2009  | 3     | 5:00   | Mánchester              | |
| Victoria      | 11–3     | Krzysztof Soszynski | Decisión (unánime)                  | UFC 102                                 | 29 de agosto de 2009     | 3     | 5:00   | Portland, Oregón        | |
| Victoria      | 10–3     | Mike Patt           | TKO (patadas a las piernas)         | UFC 96                                  | 7 de marzo de 2009       | 2     | 1:27   | Columbus, Ohio          | |
| Derrota       | 9–3      | Keith Jardine       | Decisión (dividida)                 | UFC 89                                  | 18 de octubre de 2008    | 3     | 5:00   | Birmingham              | |
| Victoria      | 9–2      | Reese Andy          | Decisión (unánime)                  | UFC Fight Night: Silva vs. Irvin        | 19 de julio de 2008      | 3     | 5:00   | Las Vegas, Nevada       | Debut en peso semipesado.                                                                                            |
| Derrota       | 8–2      | Fabrício Werdum     | TKO (golpes)                        | UFC 85                                  | 7 de junio de 2008       | 1     | 4:40   | Londres                 | |
| Derrota       | 8–1      | Tim Sylvia          | Decisión (unánime)                  | UFC 77                                  | 20 de octubre de 2007    | 3     | 5:00   | Cincinnati, Ohio        | |
| Victoria      | 8–0      | Frank Mir           | TKO (codazos y golpes)              | UFC 65                                  | 18 de noviembre de 2006  | 1     | 1:09   | Sacramento, California  | |
| Victoria      | 7–0      | Assuerio Silva      | Sumisión (guillotine choke)         | UFC 60                                  | 27 de mayo de 2006       | 1     | 2:39   | Los Ángeles, California | |
| Victoria      | 6–0      | Justin Eilers       | KO (patada a la cabeza y rodillazo) | UFC 57                                  | 4 de febrero de 2006     | 1     | 1:25   | Las Vegas, Nevada       | |
| Victoria      | 5–0      | Fabiano Scherner    | TKO (rodillazos y golpes)           | UFC Ultimate Fight Night 2              | 3 de octubre de 2005     | 2     | 3:22   | Las Vegas, Nevada       | UFC debut. |
| Victoria      | 4–0      | Mike Whitehead      | TKO (parada médica)                 | WEC 13                                  | 22 de enero de 2005      | 2     | 1:12   | Lemoore, California     | Ganó el GP 2005 de Peso Pesado de WEC.                                                                               |
| Victoria      | 3–0      | Andre Mussi         | KO (rodillazos y golpes)            | WEC 13                                  | 22 de enero de 2005      | 1     | 0:51   | Lemoore, California     | |
| Victoria      | 2–0      | Don Richards        | Decisión (unánime)                  | Next Level Fighting 1                   | 13 de septiembre de 2003 | 2     | 5:00   | Steubenville, Ohio      | |
| Victoria      | 1–0      | Adam Rivera         | TKO (golpes)                        | Excalibur Fighting 11                   | 6 de julio de 2002       | 1     | 3:20   | Richmond, Virginia      | |